# Charlotte Garson
Pour les articles homonymes, voir Garson.
Charlotte Garson, née en 1975 en France, est une journaliste et critique de cinéma française.

## Parcours professionnel
Charlotte Garson est collaboratrice régulière des Cahiers du cinéma d'octobre 2001 à juin 2013, signant plus de 450 textes dans la revue. Elle s'intéresse particulièrement aux cinémas du monde (Amérique du Sud, Afrique, Asie), au documentaire, et à l'industrie du cinéma. Elle est responsable des numéros « Atlas » bilingues publiés par les Cahiers pendant les années 2000.
Parallèlement aux Cahiers, elle collabore à la revue Études à partir de 2001, dont elle continue à diriger les pages cinéma.
En 2007, elle publie son premier ouvrage sur le cinéma à destination des adolescents, Amoureux, puis deux ouvrages aux éditions des Cahiers du cinéma et signe plusieurs livrets pédagogiques pour les collèges publiés par le Centre national du cinéma et de l'image animée (CNC), sur Les Demoiselles de Rochefort (2010), French Cancan (2011) et Le Dictateur (2012).
Elle participe régulièrement à des émissions sur France Culture, dont La Dispute.
Entre 2010 et 2014, elle prend la succession de Jean-Philippe Tessé à la co-programmation du Festival des trois continents, avec Jérôme Baron, puis, dès 2010, collabore comme rédactrice au festival Cinéma du réel, organisé par la Bibliothèque publique d'information (BPI) au Centre Pompidou.
Elle écrit également dans les revues Images documentaires, à partir de juillet 2013, et Trafic à partir de l'hiver 2015.
En mai 2020, elle est nommée rédactrice en chef adjointe des Cahiers du cinéma.

## Publications

### Presse
Elle écrit sur Elia Suleiman, Hirokazu Kore-eda, Carlos Reygadas, Nuri Bilge Ceylan, Frederick Wiseman, Peter Watkins, Rithy Panh, et réalise des entretiens avec Naomi Kawase (2002), Alain Cavalier (2004), Aki Kaurismäki (2006), Richard Linklater (2006), James Gray (2007), Hou Hsiao-hsien (2008), Albert Serra (2008), Francis Ford Coppola (2009), Quentin Tarantino (2009) et Wes Craven (2011).

### Ouvrages
- Amoureux, Paris, Actes Sud Junior/Cinémathèque française, coll. « Atelier Cinéma », 2007, 87 p. (ISBN 978-2-7427-7006-9)
- Le Cinéma hollywoodien, Paris, Cahiers du cinéma/SCÉREN-CNDP, coll. « Les Petits Cahiers », 2008, 96 p. (ISBN 978-2-86642-532-6)
- Jean Renoir, Paris, Éditions des Cahiers du cinéma/Le Monde, coll. « Grands Cinéastes », 2008, 95 p. (ISBN 978-2-86642-501-2)